# Alexander von Hessen-Darmstadt

Prinz Alexander von Hessen und bei Rhein als österreichischer Feldmarschallleutnant, um 1860

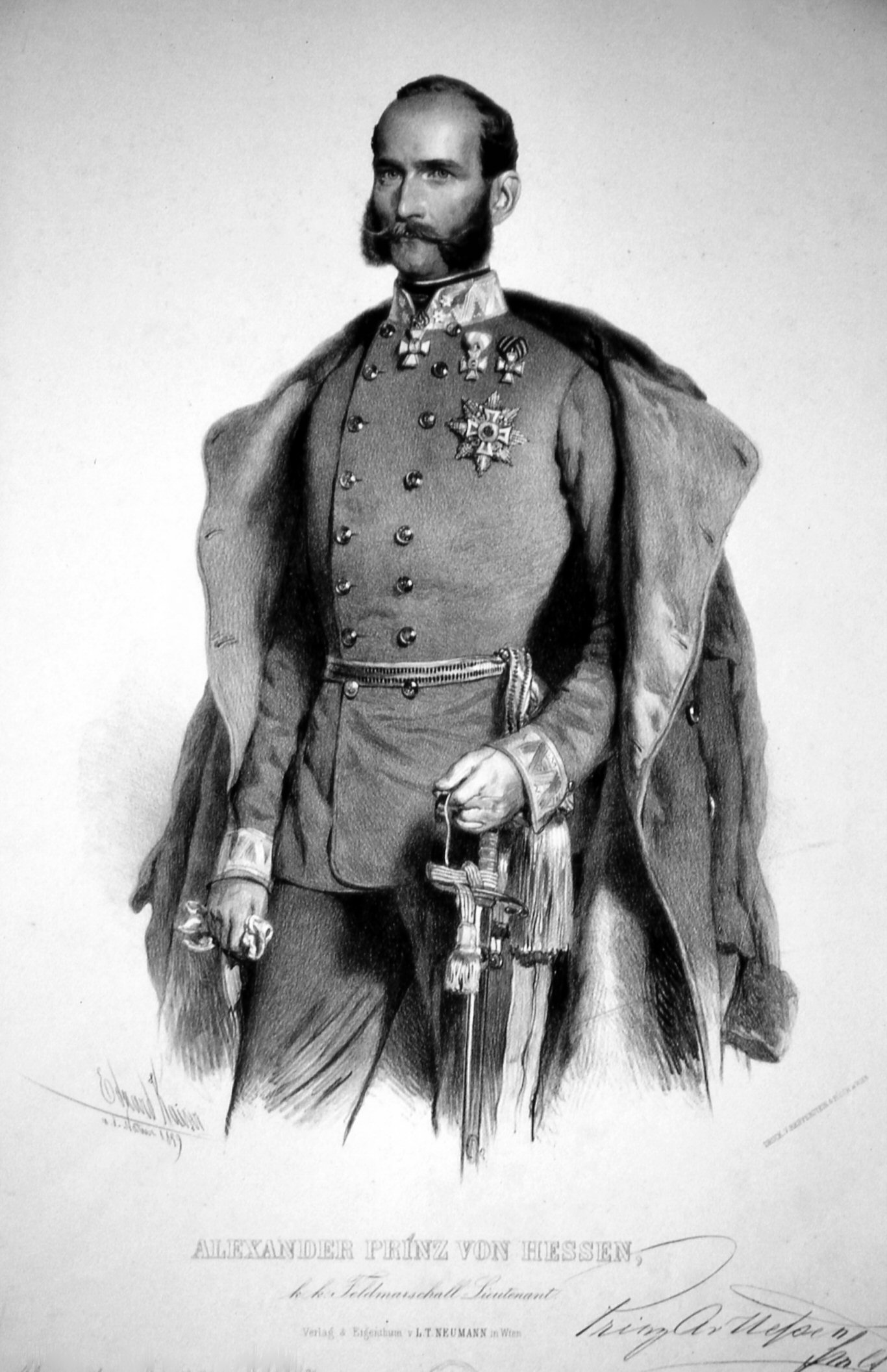
k.k. Feldmarschall-Lieutenant Alexander Prinz von Hessen nach der Schlacht von Solferino mit dem Orden des Hl. Georg 3. und 4. Klasse, dem Ritterkreuz des Militär-Maria-Theresien-Ordens und dem Großkreuz des Leopoldsordens. Lithographie von Eduard Kaiser, 1859.

Alexander Ludwig Georg Friedrich Emil von Hessen und bei Rhein (* 15. Juli 1823 in Darmstadt; † 15. Dezember 1888 ebenda) war ein Prinz von Hessen und bei Rhein sowie der Begründer des Hauses Battenberg, einer Nebenlinie des hessischen Herrscherhauses. Er war sowohl russischer und hessischer General, als auch österreichischer Feldmarschallleutnant, sowie 1866 kommandierender General des VIII. deutschen Bundesarmeekorps im Deutschen Krieg gegen Preußen.

## Leben

### Herkunft und Familie
Alexander war offiziell der dritte Sohn des Großherzogs Ludwig II. von Hessen und bei Rhein (1777–1848) aus dessen Ehe mit Prinzessin Wilhelmine von Baden (1788–1836), Tochter des Erbprinzen Karl Ludwig von Baden. In der Forschung herrscht allerdings Uneinigkeit über die Frage, ob Großherzog Ludwig II. von Hessen tatsächlich der biologische Vater Alexanders war oder ob dieser einer außerehelichen Verbindung seiner Mutter mit dem Großherzoglichen Oberstallmeister und Reitlehrer der Prinzen Baron August Ludwig von Senarclens-Grancy entstammt und von Ludwig nur als sein eigener Sohn anerkannt und in die Erbfolge eingesetzt wurde, um einen öffentlichen Skandal zu vermeiden. Baron Senarclens-Grancy wird häufig ebenfalls die Vaterschaft für die beiden Schwestern Alexanders, Elisabeth Karoline (1821–1826) und Marie (1824–1880), die spätere Zarin, zugeschrieben.

### Karriere
Während sein Bruder Ludwig III. nach dem Tod des Vaters den Thron in Darmstadt bestieg, verlegte sich Alexander auf die militärische Karriere. Bereits im Alter von zehn Jahren im hessischen Militärdienst, folgte er 1840 seiner Schwester Marie, der Gattin des späteren Zaren Alexander II., nach Sankt Petersburg, wo er sich einer steilen Karriere im militärischen Dienst des Zaren erfreute.
1843 wurde er russischer Generalmajor und Kommandant des Garde-Husarenregiments. Er kämpfte 1845 als General der Kavallerie unter Fürst Woronzow im Kaukasuskrieg.
Während seiner Zeit in russischen Diensten verliebte sich Alexander in die Hofdame seiner Schwester, Gräfin Julia Hauke. Diese war die verwaiste Tochter des 1826 in den polnischen Adelsstand erhobenen kongress-polnischen Kriegsministers und 1829 zum polnischen Grafen erhobenen Hans Moritz Hauke und ein Mündel des Zaren. Da Zar Alexander II. einer Heirat seines Schwagers mit einer Hofdame als nicht standesgemäß niemals zugestimmt hätte, verließ Alexander sein Regiment ohne Erlaubnis. Dafür wurde er degradiert und wurde aus russischen Diensten entlassen. Er floh mit Julia, die zu diesem Zeitpunkt schon im fünften Monat schwanger war, nach Breslau, wo er sie am 28. Oktober 1851 heiratete.
1852 trat Alexander in österreichische Kriegsdienste ein und erhielt am 13. August 1853 den Charakter als Generalmajor zuerkannt. Zu dieser Zeit war er in Graz stationiert. Er nahm 1859 im Rahmen des V. Korps unter Feldmarschalleutnant Graf Stadion am Sardinischen Krieg teil. Mit seiner Brigade zeichnete er sich beim Gefecht von Montebello aus und wurde am 27. Mai zum Feldmarschalleutnant befördert. Während der Schlacht von Solferino zeichneten sich seine Truppen im Zentrum der Schlachtfront bei Cavriana aus, wo es ihm gelang, unter Hinzuziehung zweier ihm nicht unterstellter Bataillone die Front stabil zu halten und den österreichischen Truppen einen geordneten Rückzug zu ermöglichen.
Im Krieg von 1866 befehligte Prinz Alexander als großherzoglich-hessischer General der Infanterie das 8. deutsche Bundesarmeekorps gegen die preußische Mainarmee, dessen Operationen im Mainfeldzug er durch sein Feldzugsjournal (1867) rechtfertigte. Seit 1868 österreichischer, wurde er 1873 auch zum hessischen General der Kavallerie ernannt.
In Zusammenarbeit mit dem reaktionären hessischen Ministerpräsidenten von Dalwigk bemühte sich Alexander bei der Lösung der deutschen Frage um eine proösterreichische Orientierung.

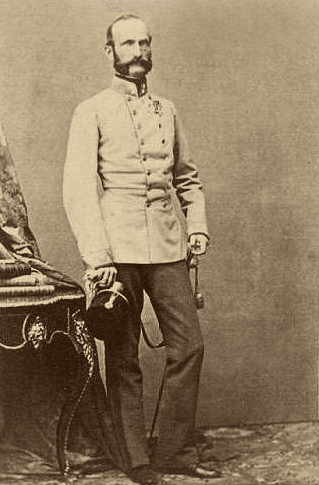
Alexander von Hessen-Darmstadt

### Landstände
Als Prinz des Hauses Hessen war er qua Verfassung von 1848 bis zur Märzrevolution 1849 (wobei er nie förmlich eintrat) und nach dem Sieg der Reaktion von 1856 (formal eingetreten 1862) bis 1888 automatisch Mitglied der 1. Kammer der Landstände des Großherzogtums Hessen. 1886 bis 1888 war er dort Präsident.

### Entstehung des Namens Battenberg
Prinz Alexanders Bruder, Großherzog Ludwig III., erhob Alexanders Frau Julia am 5. November 1851 zur „Gräfin von Battenberg“ und sieben Jahre später, am 26. Dezember 1858, anlässlich seiner Silberhochzeit mit dem Prädikat „Durchlaucht“ in den Fürstenstand, und somit zur „Prinzessin von Battenberg“, einen Titel, den ab dann auch ihre Kinder führten. Diese waren von der Erbfolge in Hessen ausgeschlossen. Prinz Alexander selbst behielt seinen angestammten Namen bei, um persönlich nicht von der Erbfolge in Hessen-Darmstadt ausgeschlossen zu werden und auch um keinen Ansehensverlust zu erleiden.
Das Paar lebte im Winter in seinem Palais in Darmstadt und im Sommer auf Schloss Heiligenberg.

### Numismatik
Prinz Alexander beschäftigte sich intensiv mit der Numismatik. Er galt auf diesem Gebiet als Autorität und publizierte drei Arbeiten über seine eigenen umfangreichen Sammlungen: „Hessen“, „Mainz“ und noch drei Wochen vor seinem Tode und bereits schwer krank, korrigierte er am 23. November 1888 die letzten Druckbogen zu der Publikation „Numismatisch-Genealogische Serien – Münzcabinet des Prinzen Alexander von Hessen. Schloss Heiligenberg, September 1889“.
Es existieren fünf Medaillen mit seinem Porträt.
- Medaille ohne Jahr, Silber und Bronze, 42 mm. Medailleur: Carl Heinrich Lorenz. Literatur: Hoffmeister 5679 (Kupfer)
- Medaille ohne Jahr, Silber und Bronze, 42 mm. Medailleur: Christian Schnitzspahn. Hoffmeister 5678 (Kupfer)
- Medaille 1859, Silber und Bronze, 42 mm, auf die Verleihung des österreichischen „Militär-Maria-Theresia-Ordens“. Medailleur: Christian Schnitzspahn. Hoffmeister 5677 (Silber)
- Medaille 1888, Silber und Bronze, 42 mm, auf seinen Tod. Medailleur: Christian Schnitzspahn. Schütz 3450 (Bronze)
- Medaille 2002, Weißmetallguss, 90 mm. Medailleur: Peter-Götz Güttler, Dresden. Literatur: Güttler Seite 263, 13

### Letzte Ruhestätte
Nach seinem plötzlichen Tod wurde Alexander zuerst im heutigen Alten Mausoleum neben seiner Mutter und seiner früh verstorbenen Schwester auf der Rosenhöhe in Darmstadt beigesetzt.

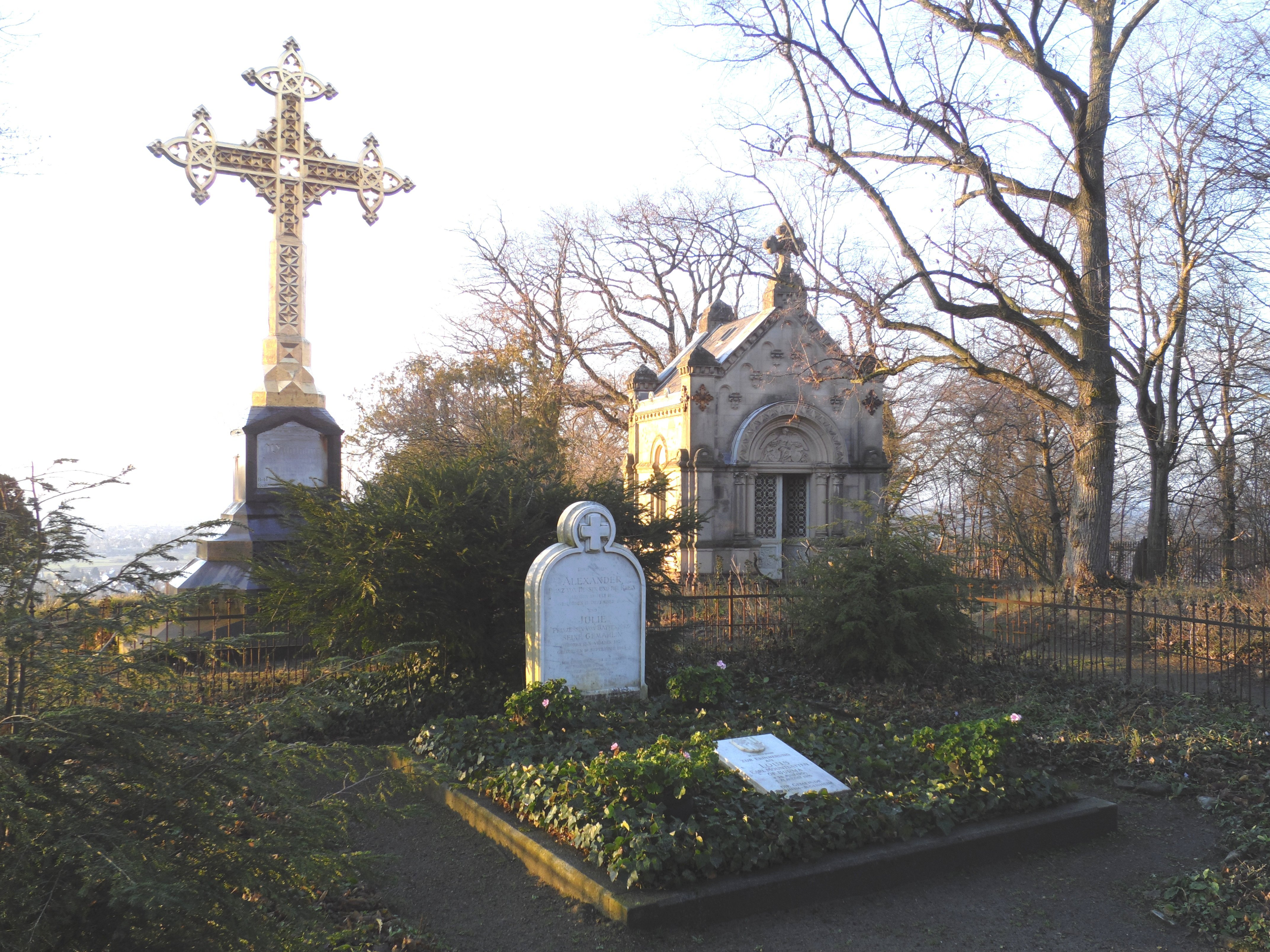
Letzte Ruhestätte von Prinz Alexander von Hessen und Prinzessin Julia von Battenberg

Da seine Gemahlin Julia wegen ihrer bürgerlichen Herkunft niemals einen Platz neben ihm erhalten hätte, wurde er im April 1894 in das neu errichtete Mausoleum im Kreuzgarten auf dem Heiligenberg bei Jugenheim überführt. Nach ihrem Tode am 19. September 1895 wurde Prinzessin Julia von Battenberg an der Seite ihres Gemahls in ebendiesem Mausoleum beigesetzt.
Im Jahr 1902 kam es zu einer letzten Umbettung; Alexander und Julia fanden ihre gemeinsame letzte Ruhestätte in der Gruft eines Grabes unter freiem Himmel, direkt beim Goldenen Kreuz, welches an Alexanders Mutter, die Großherzogin Wilhelmine, erinnert.

## Nachkommen
Aus seiner Ehe hatte Battenberg folgende Kinder:
- Marie Karoline (1852–1923)

⚭ 1871 Fürst und Graf Gustav Ernst zu Erbach-Schönberg (1840–1908)
- Ludwig Alexander von Battenberg (1854–1921); seit 1917 Louis Mountbatten, 1. Marquess of Milford Haven

⚭ 1884 Prinzessin Victoria Alberta von Hessen und bei Rhein (1863–1950)
- Alexander Josef „Sandro“ (1857–1893), 1879–1886 Alexander I., Fürst von Bulgarien, ab 1889 Graf von Hartenau

⚭ 1889 Johanna Loisinger (1865–1951)
- Heinrich Moritz „Liko“ (1858–1896)

⚭ 1885 Prinzessin Beatrice von Großbritannien und Irland (1857–1944)
- Franz Joseph „Franz-Jos“ (1861–1924)

⚭ 1897 Prinzessin Anna von Montenegro (1874–1971)
Zu Nachfahren von Ludwig Alexander gehören die Mitglieder der heutigen britischen, zu Nachfahren von Heinrich Moritz die Mitglieder der heutigen spanischen königlichen Familie.

## Auszeichnungen
- Russischer Orden des Heiligen Andreas am 16. April 1841
- Russischer Orden des Heiligen Georg IV. Klasse im Jahre 1845
- Preußischer Schwarzer Adlerorden am 25. September 1847
- Großkreuz des Ordens der Württembergischen Krone im Jahr 1857
- Großkreuz des Österreichisch-kaiserlichen Leopoldordens im September 1857
- Ritterkreuz des Österreichisch-kaiserlichen Militär-Maria-Theresien-Ordens im Jahre 1859
- Russischer Orden des Heiligen Georg III. Klasse im Juli 1859
- Preußischer Pour le Mérite am 3. November 1859
- Kurhessischer Militär-Verdienst-Orden am 20. März 1860[6]
- Dänischer Elefanten-Orden im Jahre 1875
- Großkreuz des königlich-ungarischen Sankt Stephans-Ordens im Jahre 1878

Anlässlich seines 50-jährigen Dienstjubiläums ernannte ihn der preußische König Wilhelm I. am 8. September 1883 zum Chef des Schleswig-Holsteinischen Dragoner-Regiments Nr. 13.

## Schriften
- Feldzugs-Journal des Oberbefehlshabers des 8ten deutschen Bundes-Armee-Corps im Feldzuge des Jahres 1866 in Westdeutschland. Eduard Zernin, Darmstadt & Leipzig 1867, S. 39 (Stand am 24. Juli 1866) (Online bei Google Books)